# Johann Karl Ludwig Hehl
Johann Karl Ludwig Hehl (* 18. September 1774; † 3. Juli 1853) war ein deutscher Arzt, Mineraloge, Geologe und Petrograph.
Er war der Sohn des Stuttgarter Bürgermeisters Johann Hehl (gestorben 1813) und besuchte das Gymnasium und ab 1784 die Hohe Karlsschule in Stuttgart. Danach studierte er Medizin in Würzburg, Göttingen und Wien und wurde 1796 in Tübingen in Medizin promoviert. Er war niedergelassener Arzt in Dürrmenz, Neuenstadt und Möckmühl und ab 1804 in Stuttgart. Er wurde dort auch Aufseher über die Blitzableiter und 1806 Bergrat. Außerdem war er  Aufseher über Mineralien im Naturalienkabinett. Er war Mitglied im Vaterländischen Verein für Naturkunde in Stuttgart.
Seine Mineralien- und Gesteinssammlung (rund 20.000 Exemplare) wurde von der Universität Tübingen aufgekauft, wobei Friedrich August Quenstedt (der über Hehls Frau mit ihm verwandt war) 1852 in seiner Empfehlung für den Aufkauf auf die herausragende Stellung der Sammlung auch in historischer Hinsicht hinwies – sie stand noch unter dem Einfluss des Pioniers der Geologie in Deutschland Abraham Gottlob Werner.
1836 erhielt er vom württembergischen König die große goldene Medaille für Kunst und Wissenschaft. 1844 wurde er Mitglied der Leopoldina.
1815 heiratete er die Tochter des herzoglichen Leibarztes Friederike Klein.

## Schriften
- Die geognostischen Verhältnisse Württembergs 1850